# Paradanielssenia kunzi
Paradanielssenia kunzi is een eenoogkreeftjessoort uit de familie van de Pseudotachidiidae. De wetenschappelijke naam van de soort is voor het eerst geldig gepubliceerd in 1970 door Soyer.